# Frataguna
Frataguna (Phratagune, Φραταγούνη) fou una reina de Pèrsia.
Segons Heròdot era la filla única d'Artanes, el germà del rei Darios I de Pèrsia. Artanes va maridar-la al seu germà Darios, a fi que el patrimoni quedi en la família. Hauria tingut dos fills amb Darios, Abròcomes i Hiperantes, que ambdós haurien caigut a la batalla de les Termòpiles (480 aC). Selon François de Bovet, el nom significa «esposa o filla» de l'Eufrates i podria ser una mera paràfrasi que només significa «una dona de Pèrsia». Bovet dubta també de la veracitat dels noms grecs dels fills de Frataguna i Darios, que no serien res més que una mena de hiperprecisió de la part d'Heròdot per tal d'augmentar la credibilitat dels seus escrits.